# 2009年オーストラリアグランプリ
2009年オーストラリアグランプリは、2009年F1世界選手権第1戦として、2009年3月29日にアルバートパークサーキットで開催された。正式名称は"2009 FORMULA1 ING Australian Grand Prix"

## 開催前
レギュレーションが大幅に変更されたシーズンの初戦ともあり、車検は注目された。車検の結果は全車が通過したが、開催前日の3月26日にフェラーリ、ルノー、レッドブルの3チームが、トヨタ、ウィリアムズ、ブラウンGPの3チームのマシンが規定に違反しているとして、大会審査委員会に抗議を提出した。大会審査委員会は同日、協議の結果、抗議を却下した。しかしその3チームはFIA控訴裁判所に控訴した。公聴会は次戦の第2戦マレーシアGP以降となった。
また、今季から導入された運動エネルギー回収システム（KERS）は、マクラーレンの2台、フェラーリの2台、BMWザウバーのニック・ハイドフェルド、ルノーの2台の計7台だった。
ドライタイヤは、スーパーソフトとミディアムのコンパウンドが持ち込まれた。
また決勝スタート時の時間が夕方の17：00に変更された。

## 予選

### 展開
気温24℃、路面温度32℃の条件下で予選がスタート。

#### Q1
序盤に、3回のフリー走行すべてでトップタイムをたたき出したウィリアムズ勢がワン・ツー体制を築く。しかし、ブラウンGPがコースインすると、まずルーベンス・バリチェロが1'25.815を記録。ジェンソン・バトンも好タイムを記録する。地元レースとなったレッドブルのマーク・ウェバーがその後トップに立つも、ソフト側タイヤに交換したバリチェロ、バトンのブラウンGP勢に再びタイムを更新され、そのままQ1は終了。2008年のチャンピオンであるマクラーレンのルイス・ハミルトンは15番手というぎりぎりのポジションでQ2進出。トロ・ロッソ、フォース・インディアのそれぞれ2台とルノーのネルソン・ピケが脱落した。

#### Q2
序盤にレッドブルのセバスチャン・ベッテルが1'25.121でトップタイムを記録。しかし、ブラウンGPは速く、バリチェロとバトンの二人だけ唯一の1分24秒台を記録（バリチェロは1'24.783、バトンは1'24.855）。他チームを一気に突き放す。Q2もブラウンGPが1位2位を獲得。中嶋一貴、BMWのニック・ハイドフェルド、ルノーのフェルナンド・アロンソとマクラーレンの2台が脱落。ハミルトンはギアボックストラブルのため、タイムを記録することなく脱落した。

#### Q3
Q3に入ってもブラウンGPの速さは衰えることはなかった。2位に0.3秒、3位に0.6秒もの差をつけてバトンが自身4度目のポールポジションを獲得。2番手にはバリチェロが入り、ブラウンGPが参戦第1戦目でフロントローを独占した。

予選終了後の車検でトヨタのTF109のリヤウイングが規定違反（アッパーエレメントの強度が不足している状態だった）のため、予選から除外され、グリッドが最後尾になった。また、ハミルトンもギヤボックスを交換したこと（1台のギヤボックスを4レース使用しなければならないという規則に違反）から5グリッド降格となり、前述のトヨタ勢のペナルティから18位スタートとなった。

### 結果
| 順位 | No | ドライバー               | チーム                           | Q1       | Q2       | Q3       | グリッド | 重量    |
| ---- | -- | ------------------------ | -------------------------------- | -------- | -------- | -------- | -------- | ------- |
| 1    | 22 | ジェンソン・バトン       | ブラウン・メルセデス             | 1'25.211 | 1'24.855 | 1'26.202 | 1        | 664.5kg |
| 2    | 23 | ルーベンス・バリチェロ   | ブラウン・メルセデス             | 1'25.006 | 1'24.783 | 1'26.505 | 2        | 666.5kg |
| 3    | 15 | セバスチャン・ベッテル   | レッドブル・ルノー               | 1'25.938 | 1'25.121 | 1'26.830 | 3        | 657.0kg |
| 4    | 5  | ロバート・クビサ         | BMWザウバー                      | 1'25.922 | 1'25.152 | 1'26.914 | 4        | 650.0kg |
| 5    | 16 | ニコ・ロズベルグ         | ウィリアムズ・トヨタ             | 1'25.846 | 1'25.123 | 1'26.973 | 5        | 657.0kg |
| 6    | 3  | フェリペ・マッサ         | フェラーリ                       | 1'25.844 | 1'25.319 | 1'27.033 | 6        | 654.0kg |
| 7    | 4  | キミ・ライコネン         | フェラーリ                       | 1'25.899 | 1'25.380 | 1'27.163 | 7        | 655.5kg |
| 8    | 14 | マーク・ウェバー         | レッドブル・ルノー               | 1'25.427 | 1'25.241 | 1'27.246 | 8        | 662.0kg |
| 9    | 6  | ニック・ハイドフェルド   | BMWザウバー                      | 1'25.827 | 1'25.504 |          | 9        | 691.5kg |
| 10   | 7  | フェルナンド・アロンソ   | ルノー                           | 1'26.026 | 1'25.605 | 10       | 680.6kg  |         |
| 11   | 17 | 中嶋一貴                 | ウィリアムズ・トヨタ             | 1'26.074 | 1'25.607 | 11       | 680.5kg  |         |
| 12   | 2  | ヘイッキ・コバライネン   | マクラーレン・メルセデス         | 1'26.184 | 1'25.726 | 12       | 690.6kg  |         |
| 13   | 1  | ルイス・ハミルトン       | マクラーレン・メルセデス         | 1'26.454 | No Time  | 18       | 655.0kg  |         |
| 14   | 12 | セバスチャン・ブエミ     | トロ・ロッソ・フェラーリ         | 1'26.503 |          | 13       | 675.5kg  |         |
| 15   | 8  | ネルソン・ピケ           | ルノー                           | 1'26.598 | 14       | 694.1kg  |          |         |
| 16   | 21 | ジャンカルロ・フィジケラ | フォース・インディア・メルセデス | 1'26.677 | 15       | 689.0kg  |          |         |
| 17   | 20 | エイドリアン・スーティル | フォース・インディア・メルセデス | 1'26.742 | 16       | 684.5kg  |          |         |
| 18   | 11 | セバスチャン・ブルデー   | トロ・ロッソ・フェラーリ         | 1'26.964 | 17       | 662.5kg  |          |         |
| DSQ  | 10 | ティモ・グロック         | トヨタ                           | 1'25.499 | 1'25.281 | 1'26.975 | Pit      | 670.0kg |
| DSQ  | 9  | ヤルノ・トゥルーリ       | トヨタ                           | 1'26.194 | 1'25.265 | 1'27.127 | Pit      | 660.0kg |

- 太字は各セッションでのトップタイム
- Car No.1はギアボックス交換により5グリッド降格ペナルティ
- Car No.9,10はリアウイングの規定違反により予選の全タイム抹消
- 車体重量は予選後（Q1,Q2敗退マシンは給油後の燃料含む）のもの
- Q1,Q2不通過のドライバーはチームからの申告による

## 決勝

### 展開
予選タイムを抹消されたトヨタ勢は、予選後にレギュレーション違反と判断されたリヤウイングを補強し、2台ともがピットスタートとなった。スタート時のタイヤ選択はフェラーリの両ドライバーとハミルトン、セバスチャン・ブルデーのみがスーパーソフトタイヤを選んでいる。
スタートは、フロントローからスタートしたバリチェロはエンジンストールしかけて大きく順位を落とす。一方KERSを搭載しているフェリペ・マッサとキミ・ライコネンのフェラーリ勢は順位を上げた。タイトな1コーナーではクラッシュが発生。バリチェロとウェバー、ハイドフェルドとヘイッキ・コバライネンが接触し、ハイドフェルドが右リヤタイヤをパンクさせ、コバライネンは接触によってフロントサスペンションにダメージを受けた。ハイドフェルドとウェバーとエイドリアン・スーティルは1度ピットに入った。コバライネンは1周もできないままリタイヤした。
序盤は、バトンとベッテルがファステストラップを出し合い、3位以下との差が広がった。9周目以降、ソフト側のタイヤでスタートしたマシンはスピードが出ず、早々にタイヤ交換のためにピットインした。2番手を走行していたベッテルが16周目にピットインを行う。

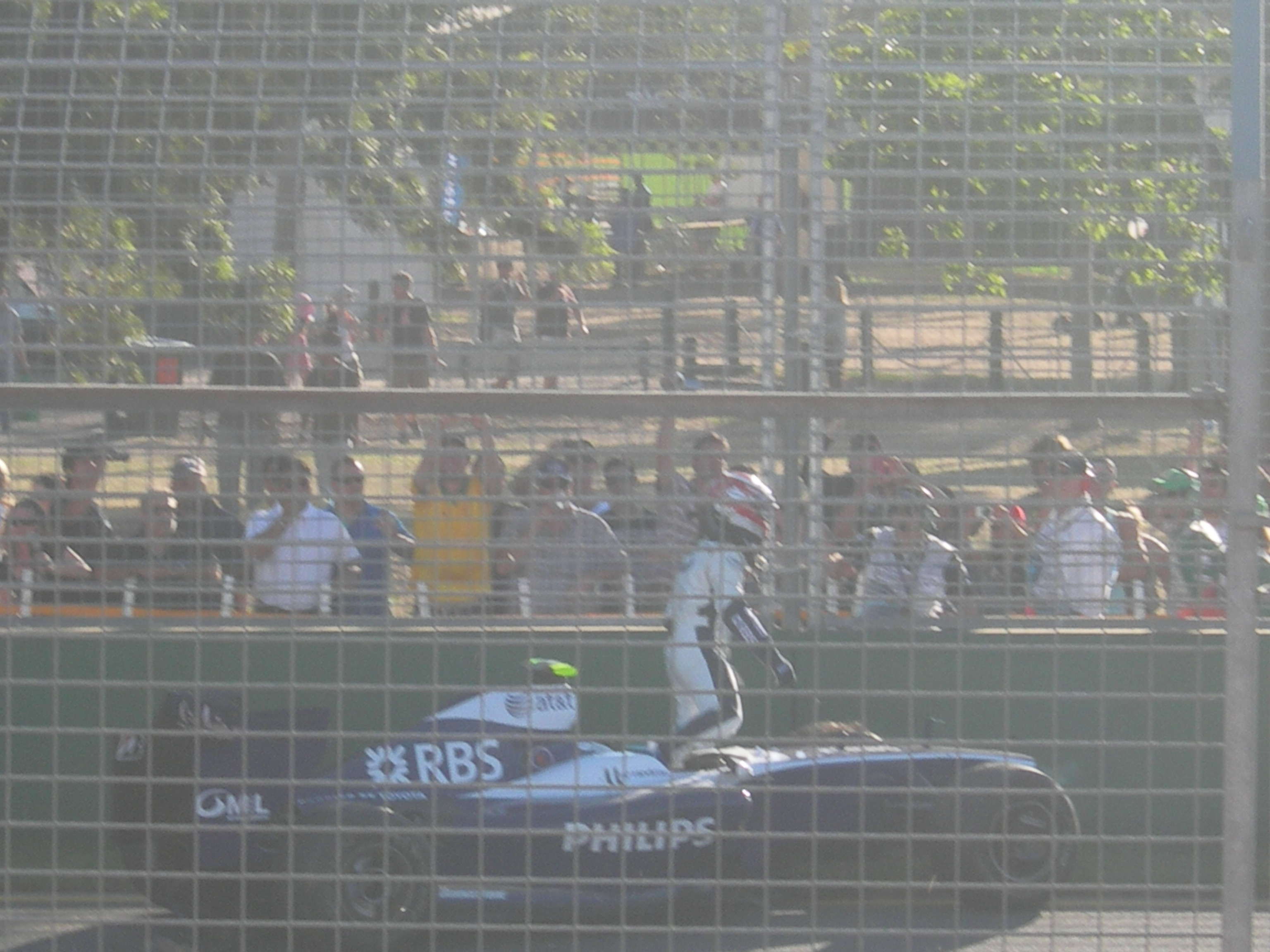
マシンから降りる中嶋

18周目に中嶋が4コーナーの縁石に乗り上げ、そのままウォールに単独クラッシュ。マシン撤去のため、20周目にセーフティカーが導入され、導入中にすべてのマシンが1回目のピットインを終了した。21周目にバトンがセーフティカーの後ろにつき、20秒以上あいていた1位と2位の差がほぼなくなった。また周回遅れとなっていた、ハイドフェルドとスーティル、ウェバーは、トップと同一ラップとなった。
25周目のリスタートでは、ピケが1コーナーでスピンし、グラベルにはまった。ブレーキシステムの故障が原因で、そのままリタイヤとなった。それ以外はクラッシュはなく、上位の順位は変動しなかった。10位以下ではグロックがKERS搭載車のハミルトンとアロンソに立て続けに抜かれてしまう。その後再びバトンが2位のベッテルとの差を徐々に広げた。
34周目にロバート・クビサが最初に1分27秒台を記録し、36周目には更に更新した。
45周目に2位のベッテルが2回目のピットインをした。この時点で1位のバトンとは27秒もの差が生じていた。
47周目にバトンが2回目のピットイン。ギア操作を誤り13.2秒と長い静止時間だったが、順位は変わらなかった。差は5.7秒になった。
48周目にマッサがスローダウンしリタイヤ。同じく48周目に、ロズベルグがファステストラップを記録した。その後ペースが1分33秒台まで落ち、ポイント圏外へと順位が落ちた。
49周目に1分33秒台までバトンのペースが落ち、1位と2位の差が1.7秒まで縮まる。
残り3周となった56周目の3コーナーで、2位のベッテルと3位のクビサが接触。両車ともコースアウトし、クラッシュ。クビサはその場でリタイヤ、ベッテルは何とか走行するも左フロントサスペンションを大破させ、コース脇にマシンを止めた。その影響で、2回目のセーフティカーが導入された。その時点の順位は、1位がバトン、2位には一時10位まで順位を落としたバリチェロが、ピットスタートのトゥルーリが3位、18位スタートのハミルトンが4位まで上げた。セーフティカーが走行している間に、トゥルーリがコースアウトしハミルトンに抜かれてしまった。コースに戻ってハミルトンをオーバーテイクして順位を回復したため、トゥルーリが3位となった。
結局、セーフティカーが最後まで残ったままレースを終えることとなった。結果はバトンが一度も1位を譲らず、2006年ハンガリーグランプリ以来の優勝。2位はバリチェロと、ブラウンGPが初レースにして、ワン・ツーフィニッシュとなった。3位でチェッカーを受けたトゥルーリだったが、セーフティカー導入中にハミルトンを抜いたことから25秒加算のペナルティーを受けて一旦は12位となり、ハミルトンが3位に繰り上がった。初レースのブエミは7位となり、2ポイントを獲得した。
トヨタはトゥルーリに対するペナルティについて控訴したが、取り下げた。この件に関して、ハミルトンが「チームの指示で（トゥルーリを）先に行かせた」と報道陣に対して発言。しかし、レース終了後にレース審査委員に対してハミルトンからこの件に関する発言がなく、誤解を招くような情報を提供したとして、ハミルトンはこのレースは失格処分となった。そして、トゥルーリの3位入賞が決定した。

### 結果
| 順位 | No | ドライバー               | チーム                           | 周回数 | タイム／リタイヤ     | グリッド | ポイント |
| ---- | -- | ------------------------ | -------------------------------- | ------ | -------------------- | -------- | -------- |
| 1    | 22 | ジェンソン・バトン       | ブラウン・メルセデス             | 58     | 1:34'15.784          | 1        | 10       |
| 2    | 23 | ルーベンス・バリチェロ   | ブラウン・メルセデス             | 58     | +0.807               | 2        | 8        |
| 3    | 9  | ヤルノ・トゥルーリ       | トヨタ                           | 58     | +1.604               | Pit      | 6        |
| 4    | 10 | ティモ・グロック         | トヨタ                           | 58     | +4.435               | Pit      | 5        |
| 5    | 7  | フェルナンド・アロンソ   | ルノー                           | 58     | +4.879               | 10       | 4        |
| 6    | 16 | ニコ・ロズベルグ         | ウィリアムズ・トヨタ             | 58     | +5.722               | 5        | 3        |
| 7    | 12 | セバスチャン・ブエミ     | トロ・ロッソ・フェラーリ         | 58     | +6.004               | 13       | 2        |
| 8    | 11 | セバスチャン・ブルデー   | トロ・ロッソ・フェラーリ         | 58     | +6.298               | 17       | 1        |
| 9    | 20 | エイドリアン・スーティル | フォース・インディア・メルセデス | 58     | +6.335               | 16       |          |
| 10   | 6  | ニック・ハイドフェルド   | BMWザウバー                      | 58     | +7.085               | 9        |          |
| 11   | 21 | ジャンカルロ・フィジケラ | フォース・インディア・メルセデス | 58     | +7.374               | 15       |          |
| 12   | 14 | マーク・ウェバー         | レッドブル・ルノー               | 57     | +1 Lap               | 8        |          |
| 13   | 15 | セバスチャン・ベッテル   | レッドブル・ルノー               | 56     | クラッシュ           | 3        |          |
| 14   | 5  | ロバート・クビサ         | BMWザウバー                      | 55     | クラッシュ           | 4        |          |
| 15   | 4  | キミ・ライコネン         | フェラーリ                       | 55     | ディファレンシャル   | 7        |          |
| Ret  | 3  | フェリペ・マッサ         | フェラーリ                       | 45     | サスペンション       | 6        |          |
| Ret  | 8  | ネルソン・ピケ           | ルノー                           | 24     | スピンオフ           | 14       |          |
| Ret  | 17 | 中嶋一貴                 | ウィリアムズ・トヨタ             | 17     | アクシデント         | 11       |          |
| Ret  | 2  | ヘイッキ・コバライネン   | マクラーレン・メルセデス         | 0      | アクシデントダメージ | 12       |          |
| DSQ  | 1  | ルイス・ハミルトン       | マクラーレン・メルセデス         | 58     | +2.914               | 18       |          |

- ピットスタート[16]。
- Car No.1はレース審査委員を誤解させる供述をしたとみなされ、4月2日に失格が決定[15]。
- Car No.15はCar No.5との接触の原因をつくったとして次戦10グリッド降格ペナルティ[17]
- レッドブルはCar No.15のマシンが大きく破損していたのに走り続けるよう指示したとして5万ドルの罰金[17]
- 予選、決勝順位は、"The Official Formula 1 website". （2009-03-29 閲覧）より。

## 記録
- 初グランプリ（ドライバー）:セバスチャン・ブエミ
- 初グランプリ（チーム）:ブラウンGP
- 初優勝（チーム）:ブラウンGP